# Maurice Wilkes
Maurice Vincent Wilkes (Dudley, Worcestershire, 26 de junio de 1913 - Cambridge, 29 de noviembre de 2010) fue un investigador de las ciencias de la computación, reconocido por varios de sus importantes desarrollos en el campo de la informática.

## Biografía
Wilkes estudió en el St. John's College (Cambridge) de 1931 a 1934, siguiendo en 1936 con un doctorado en física acerca de la propagación de radiaciones de onda larga en la ionosfera. Se encontraba en un puesto junior en la Universidad de Cambridge, que le permitió participar en la creación de un laboratorio de informática.
Wilkes fue reclutado para hacer el servicio militar durante la Segunda Guerra Mundial, y trabajó en el tema del radar y de la investigación operativa.
En 1945, fue nombrado vicedirector del laboratorio de matemáticas de la Universidad de Cambridge, más adelante llamado Laboratorio Informático.
Al principio, el laboratorio de Cambridge tenía varios dispositivos de cómputo, entre los que se encontraban un analizador diferencial de Vannevar Bush.
Un día, Wilkes recibió la visita de Leslie Comrie, quien le prestó una copia de un documento de John von Neumann, aún no publicado, que describía el EDVAC, un sucesor del ENIAC. El ENIAC se estaba construyendo por Presper Eckert y John Mauchly en la escuela Moore de Ingeniería Eléctrica, y von Neumann estaba tomando notas sobre sus observaciones. Wilkes leyó el documento por la noche (porque tenía que devolverlo y no existían máquinas de fotocopias), y pronto se dio cuenta de que ese era el camino por el que la informática debía ir. Por ello, lo publicó (respetando el nombre del autor original) y así hizo famosa la Arquitectura de von Neumann.
Como el laboratorio de Wilkes tenía su propia financiación, pudo comenzar inmediatamente su trabajo en una pequeña máquina práctica, la EDSAC. Decidió que su meta no había de ser inventar un ordenador mejor, sino conseguir que la universidad tuviera uno disponible; por eso, su enfoque fue totalmente práctico: usó sólo los métodos conocidos y que funcionaban para construir cada pieza de la máquina. El ordenador resultante era más lento y pequeño que los otros ordenadores planeados en esa época, pero consiguió ser el primer ejemplo de ordenador que tenía un programa almacenado en memoria. Funcionó bien desde mayo de 1949.
En 1950, Wilkes y David Wheeler usaron el EDSAC para resolver una ecuación diferencial que relaciona las frecuencias alélicas un en papel hecho por Ronald Fisher. Esto representa el primer uso de una computadora por un problema en la biología.
En 1951, desarrolló el concepto de la microprogramación cuando se dio cuenta de que la unidad central de proceso de un ordenador podía estar controlada por un pequeño programa altamente especializado y escrito en memoria ROM, que es muy rápida. Este concepto simplificó enormemente el desarrollo de los procesadores.
La microprogramación fue presentada en 1951 en la conferencia inaugural de la Universidad de Mánchester, y después se publicó un artículo expandido en IEEE Spectrum, en 1955. El concepto se implementó de forma práctica en el EDSAC 2, que también usaba múltiples «tiras de bits» idénticas para simplificar el diseño. Se usaban montajes de tubos intercambiables para cada bit del procesador, cosa que fue muy avanzada para la época.
El siguiente ordenador para su laboratorio fue el Titan, un proyecto conjunto con Ferranti Ltd. Llegó a ser el primer sistema del Reino Unido de tiempo compartido, y se usaba para dar acceso a otros recursos de las universidades, como sistemas gráficos de tiempo compartido para el diseño asistido por ordenador de piezas mecánicas.
Una característica importante del sistema operativo de Titan era que proporcionaba acceso a los dispositivos dependiendo de la identidad del programa, además de la identidad del usuario. Además, permitía el sistema de cifrado de contraseñas que se usaría más tarde en Unix. Su sistema de programación también tenía un sistema de control de versiones.
Wilkes también fue reconocido por otras ideas, como la de las etiquetas simbólicas en el código, las macros, y las bibliotecas de funciones. Son desarrollos fundamentales de la programación, que la han hecho más fácil que en épocas anteriores, y que han permitido la creación de lenguajes de programación de alto nivel.
Más tarde, Wilkes trabajó en uno de los primeros sistemas de tiempo compartido (ahora conocidos como sistemas operativos multiusuario) y en computación distribuida.
En 1956 fue elegido como miembro de la Royal Society.
Wilkes recibió el Premio Turing en 1967, con el siguiente comentario:

El profesor Wilkes es conocido principalmente como el constructor y diseñador del EDSAC, el primer ordenador con un programa almacenado internamente. Construido en 1949, el EDSAC usaba una memoria de línea de retardo de mercurio. También es conocido como el autor, junto con David Wheeler y Stanley Gill, de un volumen sobre «Preparación de Programas para las Computadoras Electrónicas Digitales» en 1951, en el que presenta las bibliotecas de programas de forma efectiva

Hacia el final de los 1960s, Wilkes también se interesó en la computación segura (basada en «capacidades»), y el laboratorio montó un computador experimental, el Cambridge CAP.
En 1974, encontró una red (en Hasler AG) que usaba una topología en anillo para reservar tiempo en la red. El laboratorio usaba al principio un prototipo para compartir periféricos. Llegaron a un acuerdo comercial, y se creó una tecnología similar que pasó a estar ampliamente disponible en el Reino Unido.
En 1980 se retiró de su cargo de profesor en el laboratorio y entró al equipo de ingeniería de Digital Equipment Corporation en Maynard, Massachusetts.
En 1986 Wilkes volvió a Inglaterra, y se convirtió en miembro del equipo de investigación de Olivetti. La Universidad de Cambridge le presentó en 1993 un título honorífico de doctor en Ciencia (D.Sc). Fue coronado en la New Year Honours List de 2000. En 2002, volvió al Laboratorio de Informática de la Universidad de Cambridge como profesor emérito.
Se le atribuye a Maurice V. Wilkes la cita:
«Puedo recordar el instante exacto en el que me di cuenta de que una gran parte de mi vida a partir de entonces la iba a gastar corrigiendo errores en mis propios programas».
Falleció el 29 de noviembre de 2010, a los 97 años.

## Publicaciones
- Time-sharing Computer Systems. Elsevier, 1975. ISBN 0-444-19525-4
- Memoirs of a Computer Pioneer. The MIT Press. 1985. ISBN 0-262-23122-0